# John Hutchinson (regicida)
John Hutchinson (Owthorpe, 1615 – Sandown Castle, 1664) è stato un politico britannico.

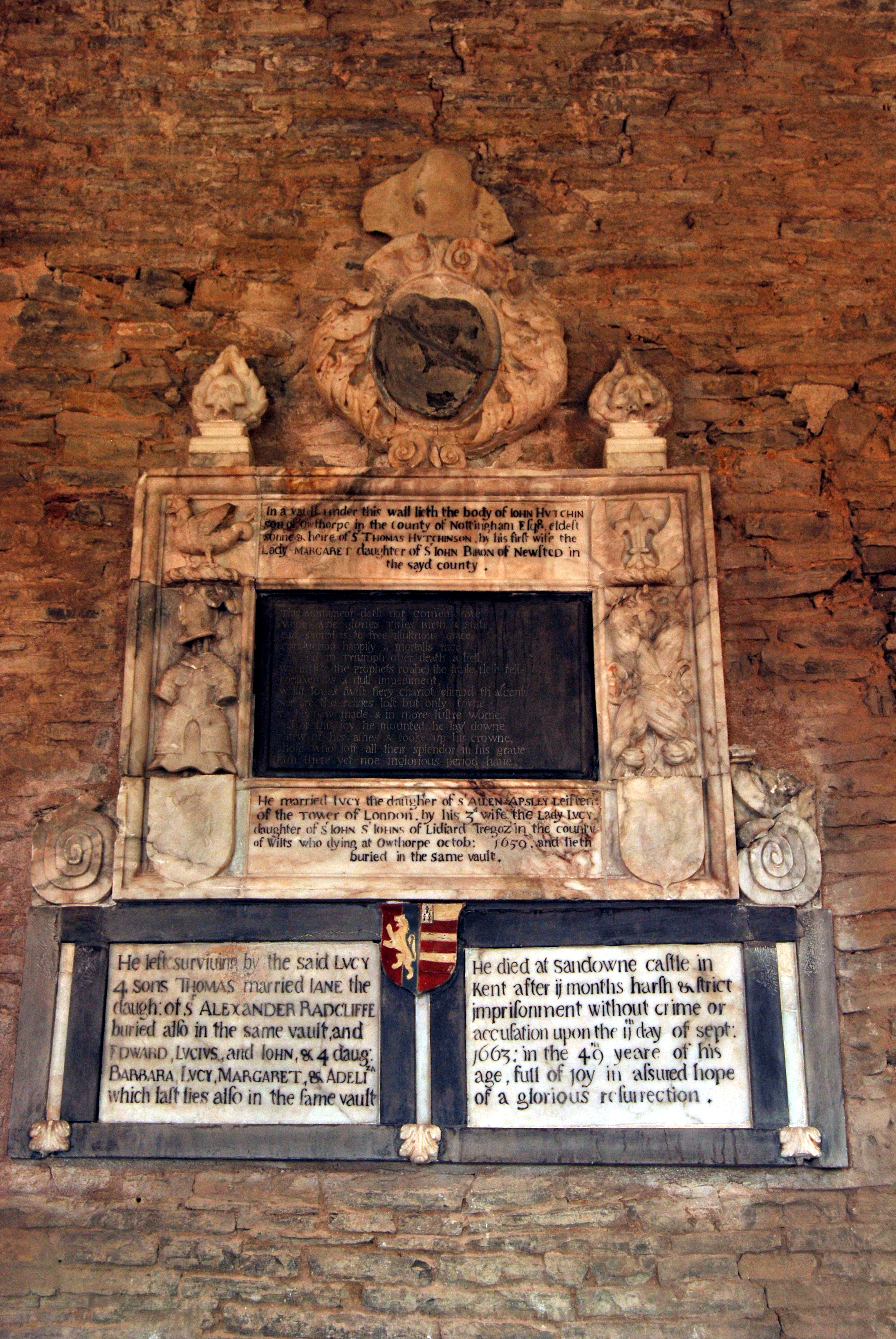
Placca commemorativa nella chiesa di St Margaret

Governatore di Nottingham, nel 1643 votò la condanna a morte di Carlo I d'Inghilterra. Oppositore di Oliver Cromwell prima e di John Lambert poi, fu arrestato nel 1663 con l'accusa di cospirazione.
Fu sposato con Lucy Hutchinson dal 1638 alla sua morte.